# Hayrullah Bilazer
Hayrullah Bilazer (Trebisonda, 20 maggio 1995) è un calciatore turco, difensore dell'Esenler Erokspor.

## Carriera
Cresciuto nei settori giovanili di Trabzon Söğütlüspor e Sebatspor, ha iniziato la sua carriera nella quarta divisione turca, vestendo le maglie di Trabzon Kanuni e Darıca Gençlerbirliği. Nel 2018 si è trasferito al Boluspor, in seconda divisione, dove ha militato per due stagioni. Nel 2020 è stato acquistato dal Giresunspor, con cui ha ottenuto la promozione in Süper Lig al termine della stagione 2020-2021. Ha esordito nella prima divisione turca il 16 agosto 2021, nell'incontro perso 0-2 contro il Galatasaray, mentre il 22 maggio 2022 ha segnato la sua prima rete in campionato, nella gara persa 4-1 in trasferta contro l'Hatayspor.

## Statistiche

### Presenze e reti nei club
Statistiche aggiornate al 14 agosto 2022.
| Stagione                     | Squadra                      | Campionato                   | Campionato | Campionato | Coppe nazionali | Coppe nazionali | Coppe nazionali | Coppe continentali | Coppe continentali | Coppe continentali | Altre coppe | Altre coppe | Altre coppe | Totale | Totale |
| Stagione                     | Squadra                      | Comp                         | Pres       | Reti       | Comp            | Pres            | Reti            | Comp               | Pres               | Reti               | Comp        | Pres        | Reti        | Pres   | Reti   |
| ---------------------------- | ---------------------------- | ---------------------------- | ---------- | ---------- | --------------- | --------------- | --------------- | ------------------ | ------------------ | ------------------ | ----------- | ----------- | ----------- | ------ | ------ |
| 2014-gen. 2015               | Trabzon Kanuni               | 3L                           | 1          | 0          | CT              | 0               | 0               |                    | -                  | -                  |             | -           | -           | 1      | 0      |
| gen.-giu. 2015               | Darıca Gençlerbirliği        | 3L                           | 1          | 0          | CT              | -               | -               |                    | -                  | -                  |             | -           | -           | 1      | 0      |
| 2015-2016                    | Darıca Gençlerbirliği        | 3L                           | 9          | 0          | CT              | 0               | 0               |                    | -                  | -                  |             | -           | -           | 9      | 0      |
| 2016-2017                    | Darıca Gençlerbirliği        | 3L                           | 31         | 3          | CT              | 8               | 0               |                    | -                  | -                  |             | -           | -           | 39     | 3      |
| 2017-2018                    | Darıca Gençlerbirliği        | 3L                           | 33         | 0          | CT              | 2               | 0               |                    | -                  | -                  |             | -           | -           | 35     | 0      |
| Totale Darıca Gençlerbirliği | Totale Darıca Gençlerbirliği | Totale Darıca Gençlerbirliği | 74         | 3          |                 | 10              | 0               |                    | -                  | -                  |             | -           | -           | 84     | 3      |
| 2018-2019                    | Boluspor                     | 1L                           | 18         | 0          | CT              | 6               | 0               |                    | -                  | -                  |             | -           | -           | 24     | 0      |
| 2019-2020                    | Boluspor                     | 1L                           | 28         | 0          | CT              | 1               | 0               |                    | -                  | -                  |             | -           | -           | 29     | 0      |
| Totale Boluspor              | Totale Boluspor              | Totale Boluspor              | 46         | 0          |                 | 7               | 0               |                    | -                  | -                  |             | -           | -           | 53     | 0      |
| 2020-2021                    | Giresunspor                  | 1L                           | 32         | 2          | CT              | 3               | 0               |                    | -                  | -                  |             | -           | -           | 35     | 2      |
| 2021-2022                    | Giresunspor                  | SL                           | 23         | 1          | CT              | 2               | 0               |                    | -                  | -                  |             | -           | -           | 25     | 1      |
| 2022-2023                    | Giresunspor                  | SL                           | 2          | 0          | CT              | 0               | 0               |                    | -                  | -                  |             | -           | -           | 2      | 0      |
| Totale carriera              | Totale carriera              | Totale carriera              | 178        | 6          |                 | 22              | 0               |                    | -                  | -                  |             | -           | -           | 200    | 6      |